# Neil Rackers
Neil William Rackers (født 16. august 1976 i Florissant, Missouri, USA) er en tidligere amerikansk footballspiller, der spillede i NFL som place kicker. Rackers kom ind i ligaen i 2000 og spillede frem til 2011, primært for Arizona Cardinals.
Rackers har en enkelt gang, i 2005, været udtaget til Pro Bowl, NFL's All Star-kamp.

## Klubber
- 2000-2002: Cincinnati Bengals
- 2003-2009: Arizona Cardinals
- 2010-2011: Houston Texans